# 카카오 매스

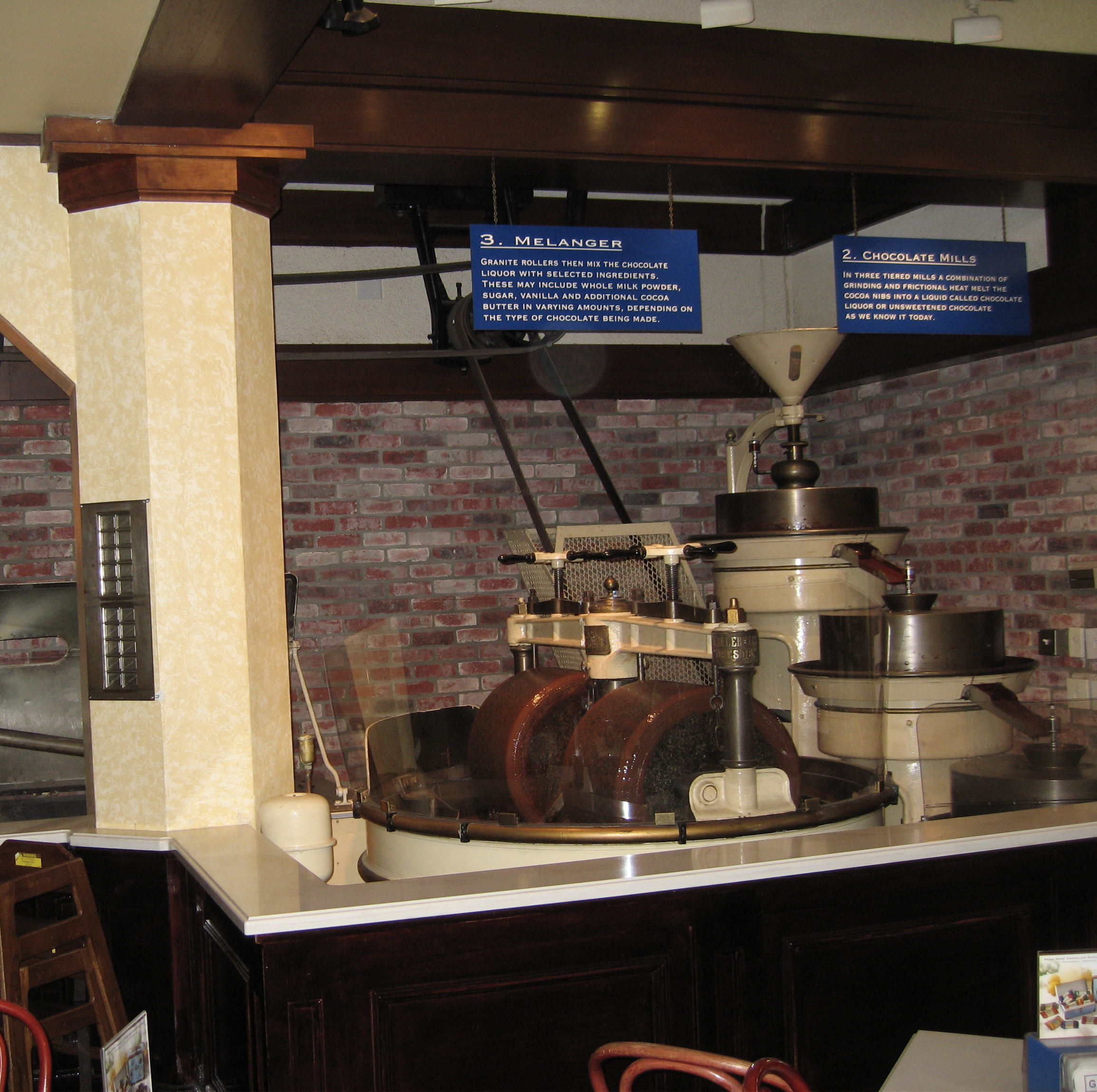
초콜릿 밀(오른쪽)이 코코아콩을 카카오 매스로 갈아서 가열시킨다.

카카오 매스(chocolate liquor, cocoa liquor)는 순수한 카카오가 액체 형태로 녹아 있는 것을 뜻한다. 카카오 매스로부터 카카오 덩어리와 카카오 버터를 분리시켜 초콜릿을 제조한다. 보통은 카카오 덩어리와 카카오 버터가 1:1의 비율로 섞여 있다.
카카오 매스는 발효 및 건조시킨 후, 굽고 볶아낸 카카오 콩에서 껍질을 분리하고 갈아서 만드는데, 이 상태를 카카오 페이스트라고 부른다. 카카오 페이스트를 녹이면 액체가 되는데, 액체를 분리하면 카카오 덩어리와 카카오 버터로 분리되며, 액체를 블록 형태로 냉각해서 굳히면 초콜릿 원료가 된다. 이 원료에 카카오 버터를 더 첨가하여 초콜릿을 만드는 것이다.
카카오 매스는 보통 53%의 카카오 버터(지방)과 17%의 탄수화물, 11%의 단백질, 6%의 탄닌, 1.5%의 테오브로민으로 구성되어 있다.
1. ↑  “Chocolate liquor” (영어). 2019년 4월 18일.
2. ↑  “Chocolate liquor” (영어). 2019년 4월 18일.
3. ↑  “Chocolate liquor” (영어). 2019년 4월 18일.